# Глома
Глома или Гломма (на норвежки: Glåma, Glomma) е най-дългата река в Норвегия (фюлке Сьор-Трьонелаг, Хедмарк, Акешхус и Йостфол) и на Скандинавския полуостров, вливаща се в залива Бохус на Северно море. Дължина 621 km, площ на водосборния басейн 41 965 km². Норвежкото картографско ведомство (Statens kartverk) признава официално двете диалектични названия на реката – Glåma с дълга гласна (в горното течение на реката, във фюлке Сьор-Трьонелаг и Хедмарк) и Glomma с къса гласна (в долното течение – фюлке Акешхус и Йостфол).

## Географска характеристика
Река Глома изтича под името Стурелва от югоизточния ъгъл на езерото Риастен, разположено на 805 m н.в.), в Скандинавските планини, в източната част на фюлке Сьор-Трьонелаг. След около 6 km се влива в езерото Риен (на 748 m н.в.) и вече под името Глома изтича от южния му ъгъл. След това преминава през голямото езеро Еурсунен (на 690 m, н.в.), изтича от западния му ъгъл и оттук до устието си Глома има генерално южно направление. На протежение повече от 200 km тече по тясната и дълбока трогова долина Естердал. В някои участъци течението ѝ е с бързеи, прагове и водопади – Ейдсфос, Вамафос (31 m), Сарпсфос (21 m), а в други преминава през проточни езера (Ейерен и др.). Влива се чрез два ръкава в североизточната част на залива Бохус на протока Скагерак на Северно море, при град Фредрикста, фюлке Йостфол.
Водосборният басейн на Глома обхваща площ от 41 965 km², като 422 km² от него е на шведска територия. Речната ѝ мрежа е едностранно развита с по-дълги и пълноводни десни притоци. На изток водосборният басейн на Глома граничи с водосборните басейни на реките Юснан, Далелвен и Гьотаелвен, вливащи се в Балтийско море, на югоизток и запад – с водосборните басейни на реките Стайнселва, Драмселва и други по-малки, вливащи се в Северно море, а на северозапад и север – с водосборните басейни на реките Ота, Реума, Дрива, Оркла, Гьоула и Неа, вливаща се в Норвежко море.
Основни притоци:
- леви – Хюда, Ньора, Рена (165 km, 3967 km²), Флиса, Ракестаделва;
- десни – Вангрефта, Туна, Фола, Атна, Имса, Хонса, Остра, Еустра, Ворма (30 km), Ниделва.[1]

Глома има предимно снежно-дъждовно подхранване с ясно изразено пълноводие през пролетта и началото на лятото, когато нивото ѝ се покачва до 8,3 m и зимно маловодие. Среден годишен отток в долното течение 400 – 440 m³/s. В горното течение замръзва за няколко седмици, но не всяка година.

## Стопанско значение, селища
На реката са изградени 5 ВЕЦ-а (Лилестрьом, Сулбергфос, Аским, Вама и Сарпсфос) с мощност от 27 до 104 Мвт и годишно производство на електроенергия от 27 до 104 хил. квт. Част от водите ѝ се използват за битово и промишлено водоснабдяване, а в горното течение и за речен туризъм. Плавателна е за плиткогазещи речни съдове до водопада Сарпсфос, а нагоре на отделни участъци. Долината на Глома е гъста заселена като най-големите селища по течението ѝ са градовете Рьорос, Баркал, Рена, Елверум, Конгсвингер, Лилестрьом, Сарпсборг, Фредрикста.